# Fragbite
Fragbite är svensk webbplats om datorspel och e-sport. Webbplatsen fokuserade länge på datorspelet Counter-Strike och dess subkultur och tillhandahåller nyheter, artiklar, filer samt driver ett diskussionsforum för sina medlemmar. Under perioden 1 september 2012 till 31 juli 2017 var André Åkerblom chefredaktör på sajten. Den 1 augusti 2017 efterträddes Åkerblom av Per Sjölin som innehade posten till dess att han lämnade företaget den 31 juli 2018 . Sidan grundades 2002 av bröderna Tomas och Filip Hansson. Fragbite ägdes fram till 2011 av Bite Online Media AB, den 13 januari 2011 tillkännagavs att webbplatsen sålts till Nyheter24 AB.
Fragbite har i september 2018 fem stycken heltidsanställda och leds, sedan att sajten bolagiserats, av VD:n Daniel Pereaux .

## KIA-index
Enligt KIA-index hade webbplatsen i genomsnitt 69 814 unika webbläsare per vecka under 2010., 87 722 under 2011, 97 010 under 2012, och vecka 13 år 2017 rapporterades hade antalet unika webbläsare sjunkit till 3 577, och därefter upphörde redovisningen.

## Mästerskap i Counter-Strike
Mellan 17 och 18 april 2010 arrangerade Fragbite sitt första evenemang – Svenska Mästerskapen i Counter-Strike.